# 宇宙移民
宇宙移民（）、または宇宙植民（）とは、地球外に恒久的で自給自足可能な人類の居住地（コロニー）を作成したり、テラフォーミングを行ったりする目的で移住する人々を指す。

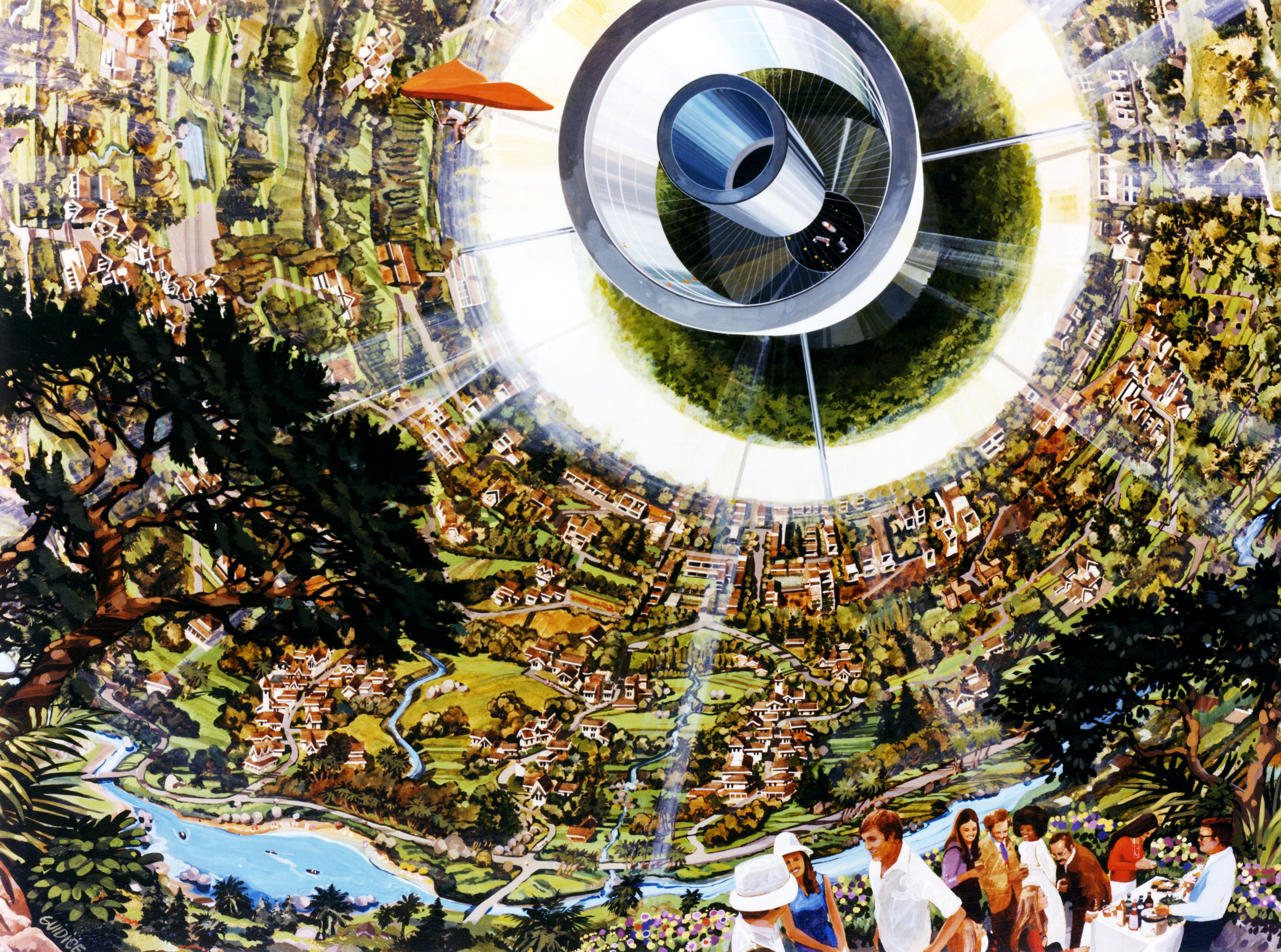
スペースコロニーの概念図。レジャーを楽しむ宇宙移民たち

これはSF作品で多く取り上げられているテーマでもある。宇宙移民の候補としては月や火星、または軌道上が考えられている。

## 方法
宇宙での都市建設では、資源・エネルギー・輸送手段・通信手段・生命維持・放射線対策が必要となる。

### 資源
月や火星上にコロニーを建設する場合、現地の資源を利用することができる。
しかし、月では炭素と窒素が不足している。また、軌道上のコロニーの場合、地球から資材を打ち上げると費用が高くつくため、大部分の資材は重力が小さく大気も無い月や地球近傍小惑星(NEO)、彗星のものを利用すべきである。月からは大量の酸素やシリコン、金属が取得できると考えられるが、水素、炭素、窒素は少量しか見込めない。NEOからは相当な量の金属、酸素、水素と炭素が取得できると予想される。窒素もいくらか含んでいると考えられるため、地球からの大量供給は必ずしも必要ではなくなる。

### エネルギー
軌道上では、太陽エネルギーは安定して大量に存在しており、今日では人工衛星の動力として一般的に使用されている。
コロニーに大量の電力を供給するため、太陽エネルギーを変換するための大規模な施設が必要となる。エネルギーはコロニーからの輸出品となるかもしれず、その場合宇宙太陽光発電で発電した電力はマイクロ波により地球に送られることになる。

### 輸送手段
宇宙への植民では、数千から数万回、またはそれ以上の大量の打ち上げ回数が要求されることから、コスト面での課題や大気圏への汚染を避けるためにも、よりよい打ち上げ手段が必要とされる。
2010年時点での打ち上げ費用はとても高価で、低軌道(LEO)で1kgあたり$5,000から$30,000に達していたが、スペースX社による再使用可能なロケット、ファルコン9の実用化によって同LEOまでのコストは2022年時点で1kgあたり$2,800未満まで低下した。更に現在も打ち上げ費用を低減すべくより大型のスターシップ (宇宙船)も開発中である。
また、NASAや他の機関が開発中のエアブリージングエンジンを利用したスペースプレーンも現在研究が続けられている。
軌道上のコロニー建設では、地球だけに頼らず月や小惑星からも資材を運ぶ必要がある。一つの可能性として考えられているのが、月にマスドライバーを建設し、そこから資材の大部分を建設現場に送ることである。
他にも、軌道エレベータを地球や月、火星に建設する案も検討されており、実現すれば打ち上げ費用の問題は大きく改善されると考えられている。

### 通信手段
他の条件と比較すると、軌道上や月との通信は簡単な課題となる。既に地球上の多くの通信が、人工衛星を経由して行われている。火星との通信の場合、光の速さでも重大な遅延が発生するため、音声による通話は非現実的である。

### 生命維持
人間が生きていくためには空気、水、食料、それに適当な温度が必要である。地球では巨大で複雑な生物圏がこれを提供している。コロニーでは、比較的小さく、閉鎖された系の中で全ての養分を壊さずにリサイクルしなければならない。
アリゾナ州のバイオスフィア2プロジェクトは、複雑で小さく閉鎖された人工の生態系が、8人の人々をわずかな年数だが支えられることを示したが、多くの問題も露呈した。2年の実験の中で酸素を補充することになったことが、閉鎖された大気を実現するということの意味を強く示唆している。
生物と居住地、地球外環境の関係は以下の通りである。
- 生物と居住地は現地の環境から十分に隔絶することができる（例：人工的な生物圏、バイオスフィア2、生命維持装置）
- 環境はより生物に適した状態に変化させられる（これはテラフォーミングとして知られている）
- 生物はより環境に適した状態に変化させられる。居住地も生物と調和させることができる
関連項目： バイオテクノロジー、トランスヒューマニズム、サイボーグ

上記を組み合わせることも可能である。

### 放射線対策
宇宙空間では宇宙線などによる自然被曝量が大きく、太陽フレアが発生すると短時間で致死水準に達する。生命を維持するためには、ほとんどの放射線を吸収できるぐらいにコロニーを覆う必要があり、だいたい表面積1平方メートル辺り5〜10tの物質で覆うことが要求される。これは酸素や金属、その他資源を処理した後に残った月や小惑星の土で達成することができる。

### 自己複製
自己複製は必須項目ではないが、コロニーのはるかに急速な増加と、地球への依存とコストを取り払うことから、多くの人はそれが究極的な目標だと考えている。そのようなコロニーの建設こそが、地球の最初の自己複製だという考えもある。そこまでの中間的な目標として、地球からは情報（科学、工学、娯楽など）のみを期待するコロニーや、定期的に必要な軽い物品（ICや医療品、遺伝子資源、それにいくらかの道具類）の供給を受けるコロニーが考えられている。
関連項目：フォン・ノイマン型ロボット、自己複製機械、分子ナノテクノロジー

### 人口規模
2002年、人類学者のジョン・H・ムーアは150〜180人の人口があれば、60〜80世代に相当する2000年間、普通に生殖が可能であるという見積もりを示した。
二人の女性という非常に小さな初期人口でも、地球からヒト胚が入手可能ならば長く存続すると考えられる。また地球からの精子バンクを利用することができれば近親交配も問題とならず、より小規模な初期基地を容認することができる。
保全生物学の研究者はフランクリンとスーレの50/500の経験則を採用する傾向がある。この法則では、短期的に近親交配を防ぐための人口規模 (Ne) として50個体が必要とされ、長期的に全体の遺伝的多様性を保つためにはNeとして500個体が必要だと言われている。{\displaystyle N_{e}=50}は、1世代ごとに1%の割合の近親交配（家畜畜産家の言う許容する最大値のおおよそ半分に相当）から規定している。{\displaystyle N_{e}=500}は、突然変異により遺伝子変化が得られる割合と、遺伝的浮動により失われる割合の均衡を取る値としている。
実効人口規模Neは、人口における男性の人数Nmと女性の人数Nfから、次の公式により決定される。
{\displaystyle N_{e}={\frac {4\times N_{m}\times N_{f}}{N_{m}+N_{f}}}}

## 場所
植民先は宇宙移民を主張する人々の間で頻繁に論点となる。
植民候補としては
- 惑星や衛星の地表、または小惑星
- 地球や太陽を回る軌道、ラグランジュ点、またはその他の手段

が挙がる。頻繁に話題に上る場所を大雑把な人気順に並べると、以下のようになる

### 火星

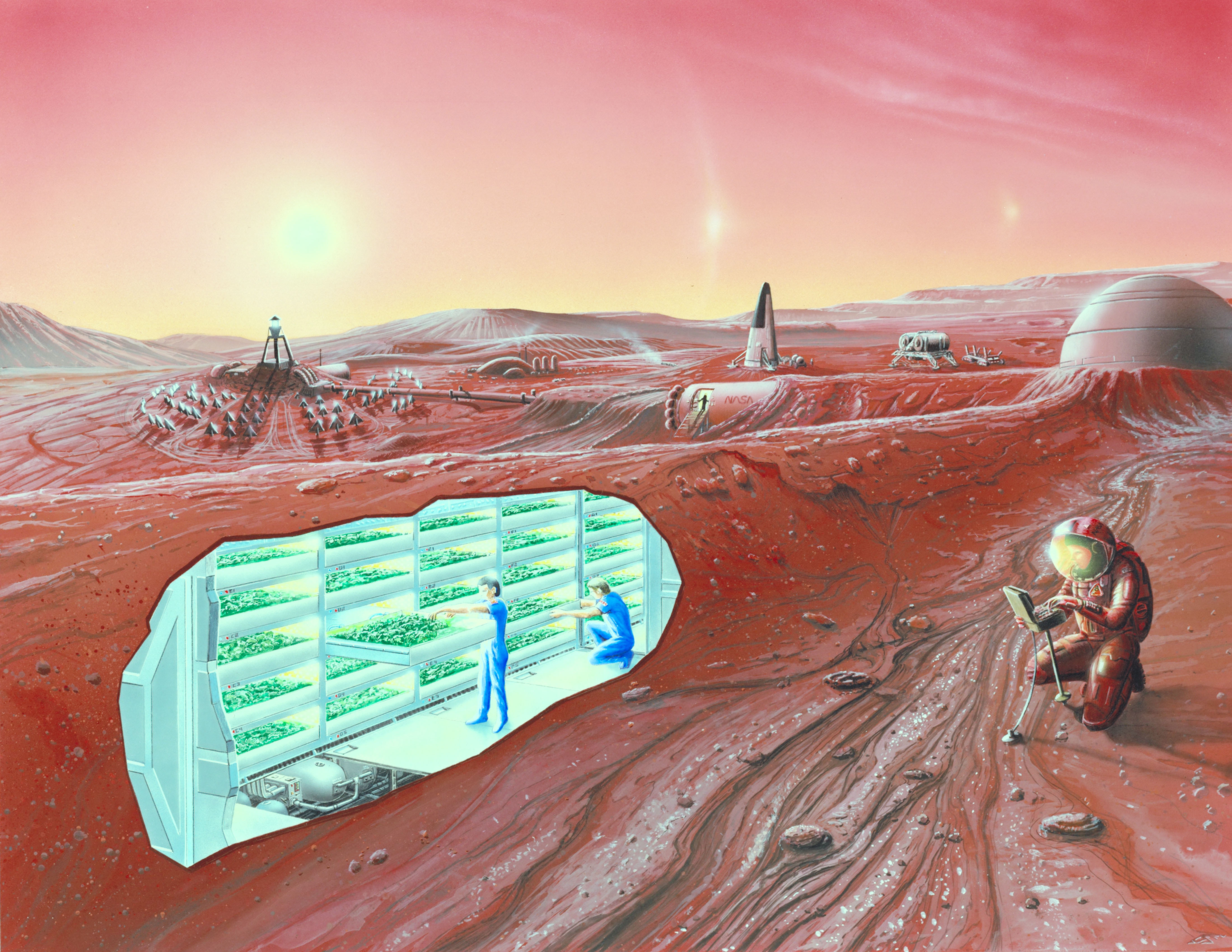
火星コロニーの想像図

火星は頻繁に話題に挙がる場所である。その全表面積は、地球の陸地の面積ほどもあり、大量の水の蓄えがあるかもしれず、また炭素を（大気中に二酸化炭素として）保持している。さらに、これはまだ意見が分かれるところだが、地球と同様の地質学的、水文学的な過程を経て、貴重な鉱物・鉱石も含んでいるかもしれない。施設で火星の地面と大気から資源（水、空気、その他）を生命という「本来の場所」に採取することができる。火星にはその歴史上いくつかの時点で生命が存在した可能性があるということも、火星の植民に強い科学的関心が寄せられる理由となっている。
しかしながら、その大気は非常に薄く（平均で800Paで地球の海面気圧の0.8%）、気候はとても寒冷である。その重力も地球のおおよそ3分の1しかない。しばしば惑星全体をテラフォーミングするか人が住むために一部のみをするかが議論の題材となっている。

### 月

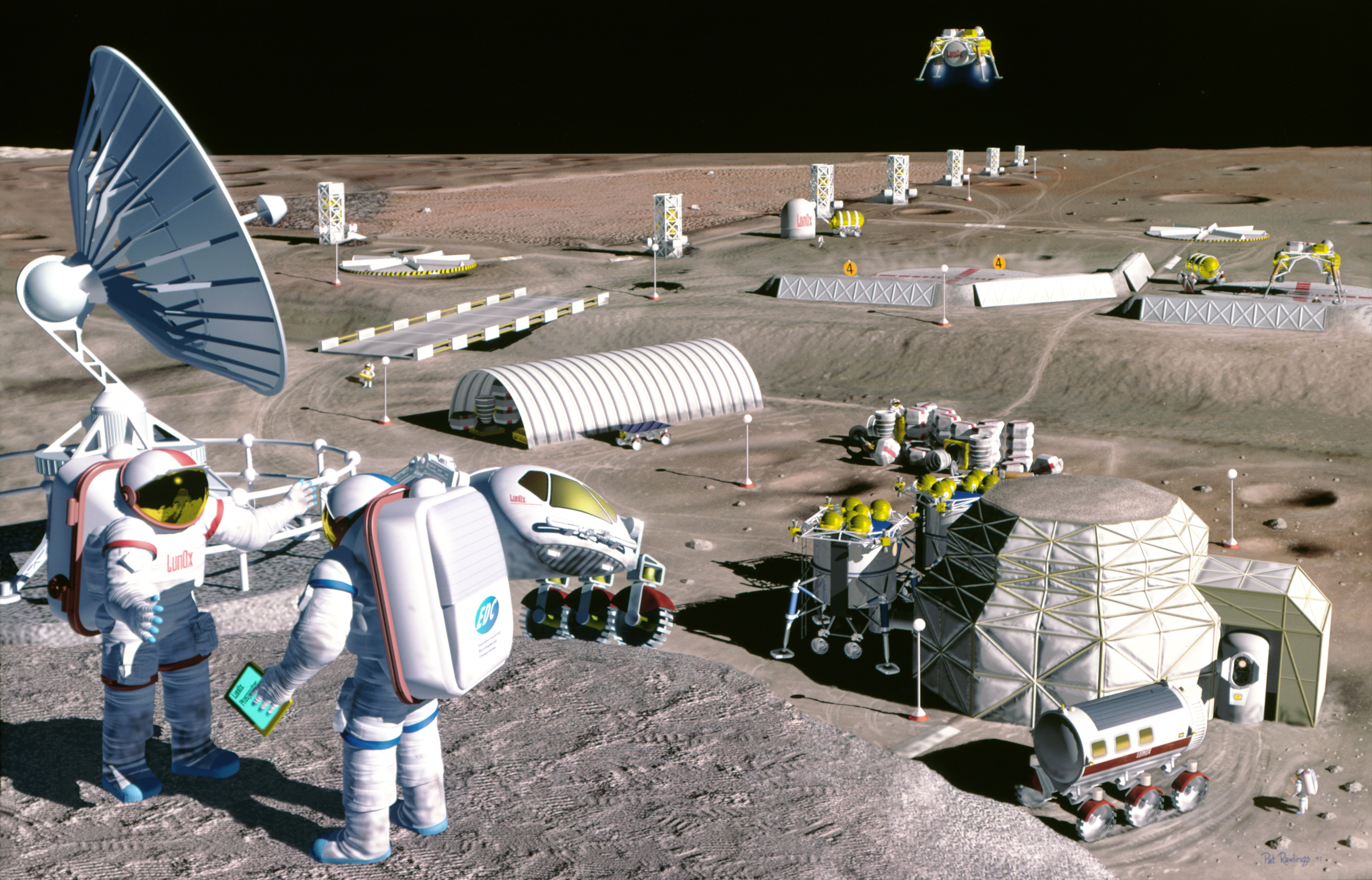
月コロニーの想像図

当然のことながら、その近さと親しさから、地球の月も植民の候補としてしばしば議論されている。月には地球への近さや低重力、つまり商品やサービスのやり取りが簡単にできる、という利点がある。
月の主な欠点は、生命に必要な水素と炭素が揮発しやすく、あまり豊富でないことである。いくつかの極地のクレーターに存在すると考えられている水や氷の堆積物が、これらの元素の重要な供給源として窺われている。
他の解決策としては、地球から水素を運び、月の岩石から取り出した酸素と反応させる方法がある。たとえば補給船の構造物を水素の豊富なプラスティックで作るということもできる。ただどちらの場合にしろ、月のコロニーでは水を念入りにリサイクルすることになるだろう。

### 地球軌道
他の場所と比較して、軌道は大量の利点と一つの重要な、しかし解決可能な問題を持っている。
地球周辺の軌道には数時間で到達できるが、月には数日が、火星への旅行には何ヶ月もの時間がかかる。地球高軌道では太陽エネルギーは十分絶え間なく利用できるが、全ての惑星では少なくとも半分の太陽光は失われる。無重力下で巨大なコロニーを建設するのは重力下の環境の場合と比べてはるかに簡単である。
宇宙飛行士は手で数トンの人工衛星を動かせることを示して見せた。0Gでのレクリエーションは軌道上のコロニーでは可能だが、月や火星の上では行えない。最後に（擬似）重力だが、どんな水準のものであれ、軌道上のコロニーを回転させることで制御できる。したがって、主な居住区を1Gに保つことができる、だが月は1/6Gで火星は1/3Gである。1Gはごく初期のコロニーでは特に重要で、これにより子供の強い骨と筋肉の成長が確実のものとなる。
軌道のコロニーの主な欠点は資源が無いことである。このため、月（十分な金属、シリコンに酸素を持っている）か地球近傍小惑星（窒素を除き必要な資源を全て持っている）から輸入しなければならない。

### 小惑星
小惑星の中でも地球近傍小惑星は、たとえば10年ごとに地球の月より近くを通過するなどの利点を持っている。この接近までの間に、この小惑星は太陽から3億5千万km（遠日点）、地球から5億kmのはるか遠くまで旅をするかもしれない。
不利なこととしては重力がかなり小さいこと、また小さな小惑星の表面や内部では10人以上の人口で将来の自給自足が遠くなるかもしれないことがある。無人の補給船が冷たい真空の5億kmの航海をこなすことでさえ、少々の科学技術の進歩で実用となるだろう。移住者は、その小惑星が地球やその他の重要な物体に当たらないと保障されている上で、それらに強い関心を持っているものだろう。

### 水星
月の植民で使用したいくつかの技術と手法、設備を用いることで、水星の植民は可能であるという提案がなされている。

### 金星
金星の表面は極めて暑く、また地球の海水面と比べたときに90倍に達する気圧も特徴となる、それが植民場所として他の案を提供することになる。高度50kmほどでは大気もかなり薄く圧力も低くなり、温度も40〜100℃の範囲だろうと考えられる。この辺りの大気はおそらく、いくらかの硫酸を含む濃い雲の領域だろう。この環境でさえも植民の利益となる、水を抽出するための供給源とすることが可能だと提示されている。したがって、金星でもっとも実現しそうなコロニーは、地表から50km上空の雲の中に住むフローティングシティとなるだろう。

### エウロパ
アルテミスプロジェクトは木星の衛星の一つエウロパの植民計画をデザインしている。科学者はイグルーに住み、エウロパの氷の外郭をドリルで掘り進み、地下の大洋を調査する。それは人間の居住にエアポケットをも使用できるのかどうかを確かめるためでもある。

### 巨大ガス惑星
3つの最も遠い巨大ガス惑星でさえ、大気中にフローティングシティを作ることで植民可能かもしれない。フローティングシティは、大量の熱した水素気球で、だいたい地球重力となるあたりにそれを吊るすことで実現することになる。木星はその高重力、脱出速度、放射線のため、居住に適当な場所はより少ないだろう。そのようなコロニーは、核融合炉の燃料として使われるだろうヘリウム3を輸出することができる。

### 太陽系外惑星
SF作品においては、人類が太陽系を飛び出し、遥か遠い太陽系外惑星に移住する姿が描かれることがある。しかし、これらの惑星は近いものでも数十光年という距離にあり、今の人類の科学力では到達するまでに途方もない時間がかかることから、現実的な目的地としては考えられていない。

## 発展した意見

### スペースコロニー

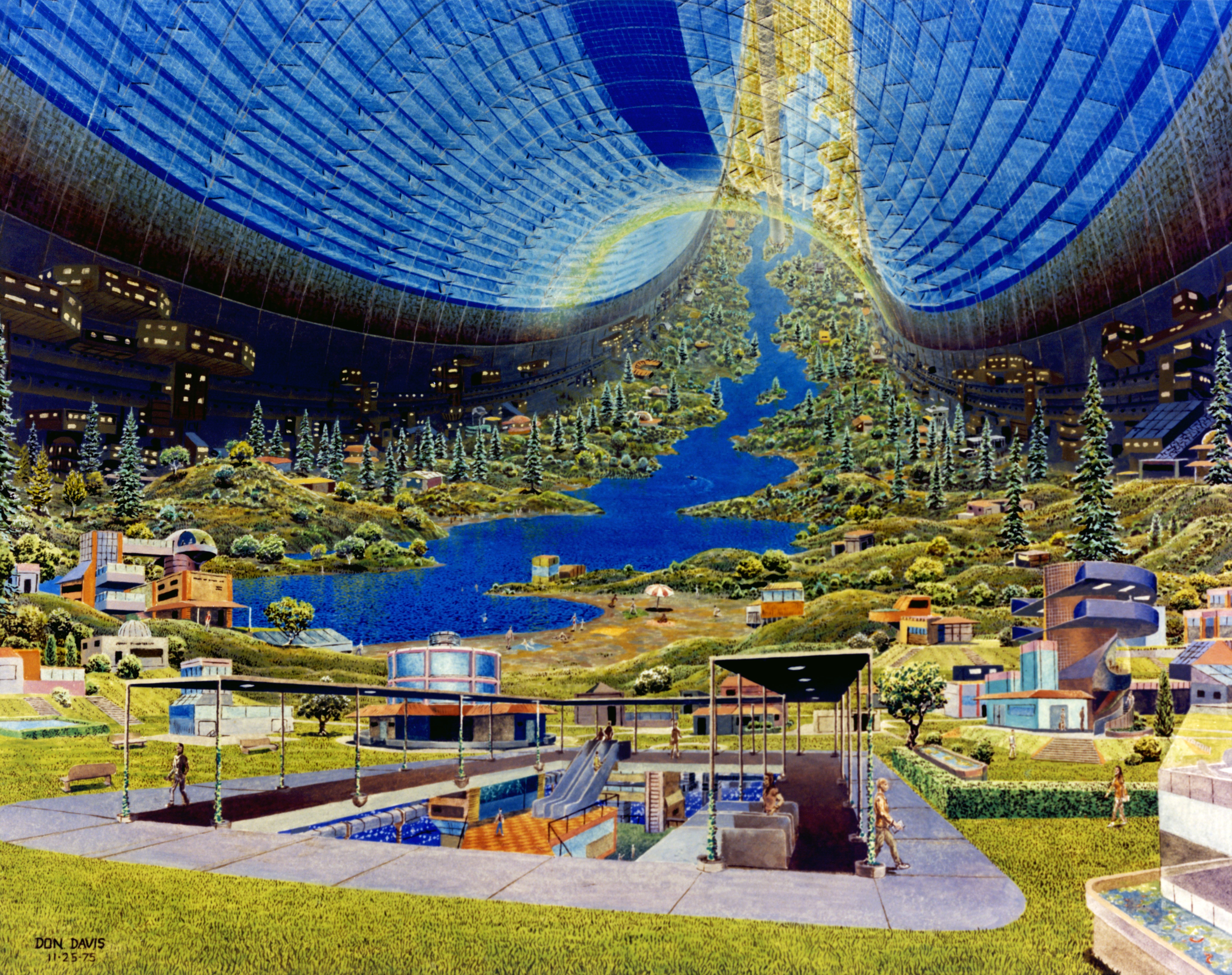
スタンフォード・トーラス型スペースコロニーの概念図（ドン・デイヴィス作）

スペースコロニー（宇宙居住船や軌道コロニーとも呼ばれる）は簡単な中継施設や他の特別な施設とはことなり、恒久的な居住地を意図した宇宙ステーションである。それらは宇宙での文字通り都市となり、人々はそこに住み、生活し、家族を持つだろう。スペースコロニーはまだ建設されていないが、SF作家と技術者から、両者で実現性に差はあるものの、多数の設計案が出されている。
スペースコロニーは、世代宇宙船が数百から数千の人々の家となり正常に機能するかどうかの実験場としての意味でも役に立つ。このようなスペースコロニーは、1世紀にわたりそれ以外の人類から孤立させることができるので、たとえ地球の近くで外から助けがあったとしても役立つだろう。この閉鎖世界の実験で、数千人の人々がその中で1世紀にわたり生存できれば、それは到達への幾分の助けとなる。

### 宇宙船
植民船は、推進能力と独立したパワージェネレータを除けば、スペースコロニーと同じようなものだといえる。
ハードSFも含めて、提案されたコンセプトとしては:
- 世代宇宙船：恒星間を光の速さよりもずっと遅い速度で旅する恒星船で、目的地に到達するまでに乗組員が何世代にも渡り世代交代する。
- 冬眠船：ほとんど、または全ての乗組員が目的地に到着するまで冬眠か仮死状態で過ごす宇宙船。
- 播種船（英語版） (EIS：Embryo carrying Interstellar Starship)：世代宇宙船や冬眠船よりとても小さい恒星船で、凍った状態の人間の胚を太陽系外の惑星まで輸送する。

### 太陽系外小惑星帯
地球から11.9光年離れたくじら座τ星など、いくつかの恒星系には豊富な彗星や小惑星が存在することが判明している（小惑星帯#太陽系外の小惑星帯を参照）。これらの資源は人類が移住するためのスペースコロニー建設に使用できると考えられている。

## 地球上での試み
地上で類似のコロニーを作るもっとも有名な試みはバイオスフィア2で、これは地球の生物圏をそのまま複製しようと試みられた。また、多くの宇宙機関が発展した生命維持システムのテストベッドを建設しているが、これらは長期間の有人宇宙飛行のために設計されたもので植民用ではない。
アムンゼン・スコット基地やデヴォン島の火星北極調査基地 (FMARS)、ホートン火星プロジェクト (HMP) などの厳しい気候の遠く離れた研究所では宇宙に前線基地を作ったり運用したりすることの実験を行うことができる。同様の理由でユタ州にも火星砂漠研究基地 (MDRS) の居住区があり、オーストラリア火星アナログ調査基地 (MARS-Oz) の計画もある。最近ではアタカマ砂漠なども月や火星の模擬として実験に使用される。
極地の方がユタ州などに比べて寒冷ではあるが、デヴォン島の実験は温暖な夏季に行われ、雪解け水の影響で火星の模擬としての条件が低下するなど、実験用の環境としては、極地にも乾燥地にも、それぞれ一長一短がある。
MDRSで2004年2月14日から2月28日に行われた滞在実験には、初の日本人クルーとして、読売新聞社の笹沢教一記者も参加した。

## 太陽系外への移民についての理論的研究
太陽系における開発可能なすべての場所における植民は数十年もしくは数百年で得られるだろう、そしてこれらのものはいかなる地球と同程度の適住性の天体を含まない。格別に植民するための有可能性の標的としての、1億（= 100 × 100万）個の星が私たちの、天の川銀河系にある。星の間の圧倒的な間隔の故に、その主題は未来学におけるものとサイエンスフィクションにおけるもののそれらにおいて入るための科学の領域から分かれて始まる。可能性の広がりの展開に対する科学で達成された仕事において、この水準と同じだけれども、しかしながら後者はいかなる理論的な発展段階の分離を持っていない。

### 目的星の決定

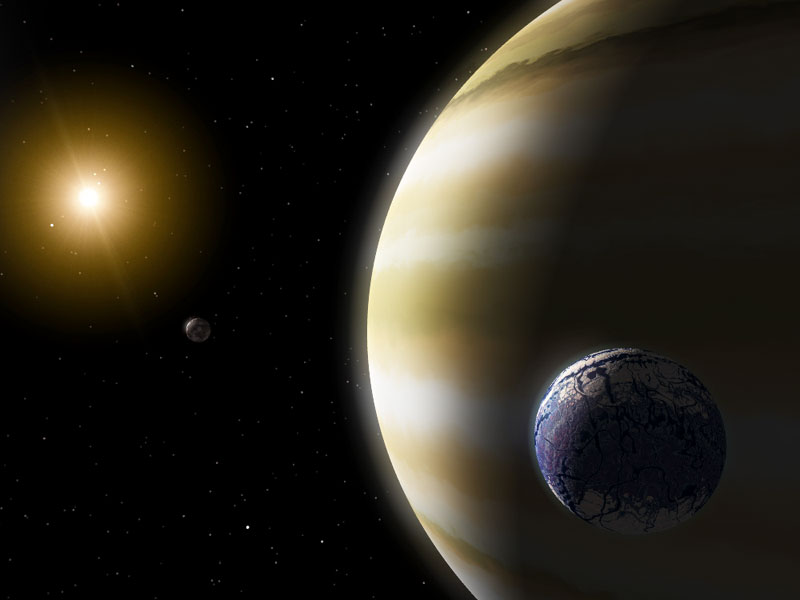
ガス性の巨大なものの近くにある適住性の衛星のNASAによる視覚的想像。

1990年代に現れて以来、4から5個の惑星を含む幾つかの惑星系の、太陽系外惑星が発見された（2019年6月8日で4075個）。

### 恒星間輸送
合理的な時間をもって目的の星に人が着こうと望むならば、その 大型恒星間宇宙船 （フランス語:  vaisseau interstellaire）は、実在の恒星間大型宇宙船のそれらよりも非常に勝る一定の速度の達成を得られる推進システムを必要とする。

### 未来予測
人類は、結局のところやはり遠い未来に'大型恒星間 居住宇宙船'（仏:  vaisseau habité interstellaire）に居る、そしてやはり、最も近い星に到達するために最低でも50年の間続く旅行のための、生命を維持するシステムを保ち続ける'大型植民宇宙船'（仏:  vaisseau colonisateur）にも。最も本当らしい仮説はロバート・ゴダードが想像したような、数世代にもわたる航行の途中でその改修の機能を備えた、光速以下で快適に航行する、'大型世代間宇宙船'（仏:  vaisseau à génération）または特殊な箱舟の建設である。

## 宇宙移民の根拠
2001年、宇宙関連ニュースのウェブサイトSPACE.comがフリーマン・ダイソン、J・リチャード・ゴット、シド・ゴールドスティーンらに、人類が宇宙に住むためにはどんな理由が必要か？と尋ねた。彼らの答えは以下のようなものであった。
- 人生を広げ、全世界をもっと素晴らしいものにするため
- 人類の生存を確実にするため
- お金のため
- 環境保護のため
- 周囲の環境から気を紛らわすための娯楽提供

ルイス・J・ハレ（アメリカ国務省）は『フォーリン・アフェアーズ』（1980年夏）内で、宇宙移民により全面核戦争（→核の冬）から人類を守ることができると記している。
科学者のポール・デイヴィスは、惑星レベルの大災害が地球上の人類の生存を脅かしたときに、自給自足可能なコロニーなら地球に逆植民し、人類文明を甦らせることができるだろうと主張している。
作家でジャーナリストのウィリアム・E・バローズと生化学者のロバート・シャピロは、民間のプロジェクト (Alliance to Rescue Civilization) として、地球外に人類文明のバックアップを設立することを目標とした計画、を提案している。
この辺りは、英語の慣用句にある「全部の卵を一つのかごに入れるな (Don't put all your eggs in one basket.)」の人類の生存戦略版といえるだろう。
また、その他の重要な理由としては、人類の知識と科学技術の向上が挙げられている。

## 宇宙移民への反論
宇宙移民には費用がかかりすぎる、また時間の浪費であるとして多数の反対意見も挙がっている。彼らは、宇宙には私たちが本当に必要とするものは何も無い、加えて、太陽系外に向かうのは妥当なタイムスケールの範囲ではきわめて非現実的だと主張している。
「地球の上で私たちと一緒に暮らそう」という実用本位の議論には強力なものがある。彼らは、もし宇宙探査の費用の半分でもこの世界を良くする為に費やすことができれば、大勢の人たちがより素晴らしい利益を得ることができるだろう（少なくとも短期的には）と主張している。
また、反対派の主張の中には、宇宙移民は歴史上の植民の残りで（少なくともその発想からは）「創立者」のロマンチックな考えと地球上の征服活動からもたらされた欲望が消えていないというもの、さらに、宇宙探査は有権者の心を勝ち取るが、それ以外はさっぱりだというもの、宇宙移民の目的は征服活動のための愛国心に火を注ぐことで、したがって地球が一つになるのを助けるより、国家の悪い面を補強してしまうとさえ言うことができる、というものまである。宇宙移民によって建設された植民地の領有権などがどうなるのかも問題となっている。
人類の異なる未来の姿として、多くのSF作家は代わりにインナースペースの領域、人間の精神と意識を（コンピュータの助けで）探検することに焦点を当てている。この傾向の一つの例は映画『マトリックス』で、全ての出来事は地球（の表面下）とコンピュータが生成したサイバースペースの中で行われる。だが、トランスヒューマニストの思想に例示されるように、宇宙移民のためにもこのような方式に排他的である必要は無い。

## 幾つかの地球外文明による宇宙植民

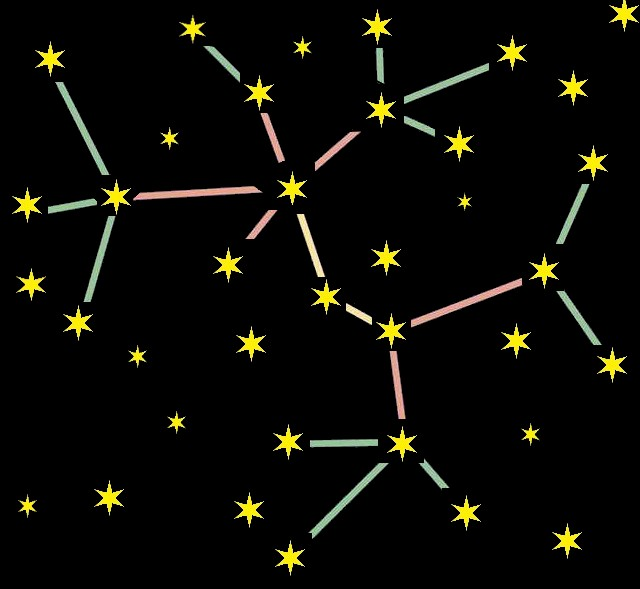
幾つかの恒星のものであるの表現。

宇宙における他のところで発達した生物と存在ならびに十分な技術水準を有する地球外文明の可能性において、それら自体が他の恒星系における植民に没頭するのを悪化させる。
同名の物理学者を冠したフェルミのパラドックスは、文明の存在ならびに銀河系の植民星の領有のそれならば、もしくは宇宙人が地球をすでに訪れているにも関わらず、人類は'放射線'（仏:  ondes radios）のバイアスによってこの痕跡を探すことができる、ことをするのにおいて基づく。ジェフリー・O・ベネット（仏: Jeffrey O. Bennett）とG・セス・ショスタック（仏:  G. Seth Shostak）により念入りに準備された、 宇宙植民の珊瑚型模型 （フランス語:  modèle corallien de colonisation galactique ）は、銀河系における恒星系での植民を有するところの文明の可能な分割を描く。

## 宇宙移民が主題となる作品
- 『ガンダムシリーズ』
- 『マクロスシリーズ』
- 『火星年代記』（レイ・ブラッドベリ）
- 《火星三部作》（キム・スタンリー・ロビンソン）
- 『火星人のやり方』・『ネメシス』他多数（アイザック・アシモフ）
- 『彗星の核へ』（グレゴリイ・ベンフォード、デイヴィッド・ブリン）
- 『火の鳥』（宇宙編・望郷編）
- 『老年期の終り』
- 『シドニアの騎士』
- 『伝説巨神イデオン』
- 『銀河漂流バイファム』
- 『翠星のガルガンティア』
- 『The Outer Worlds』
- 『ビッグウォーズ』 - 「神々」との戦いを経て、数万人の人類が宇宙へ旅立つ
- 『クラッシャージョウ』
- 『2001夜物語』